# Whoopi Goldberg

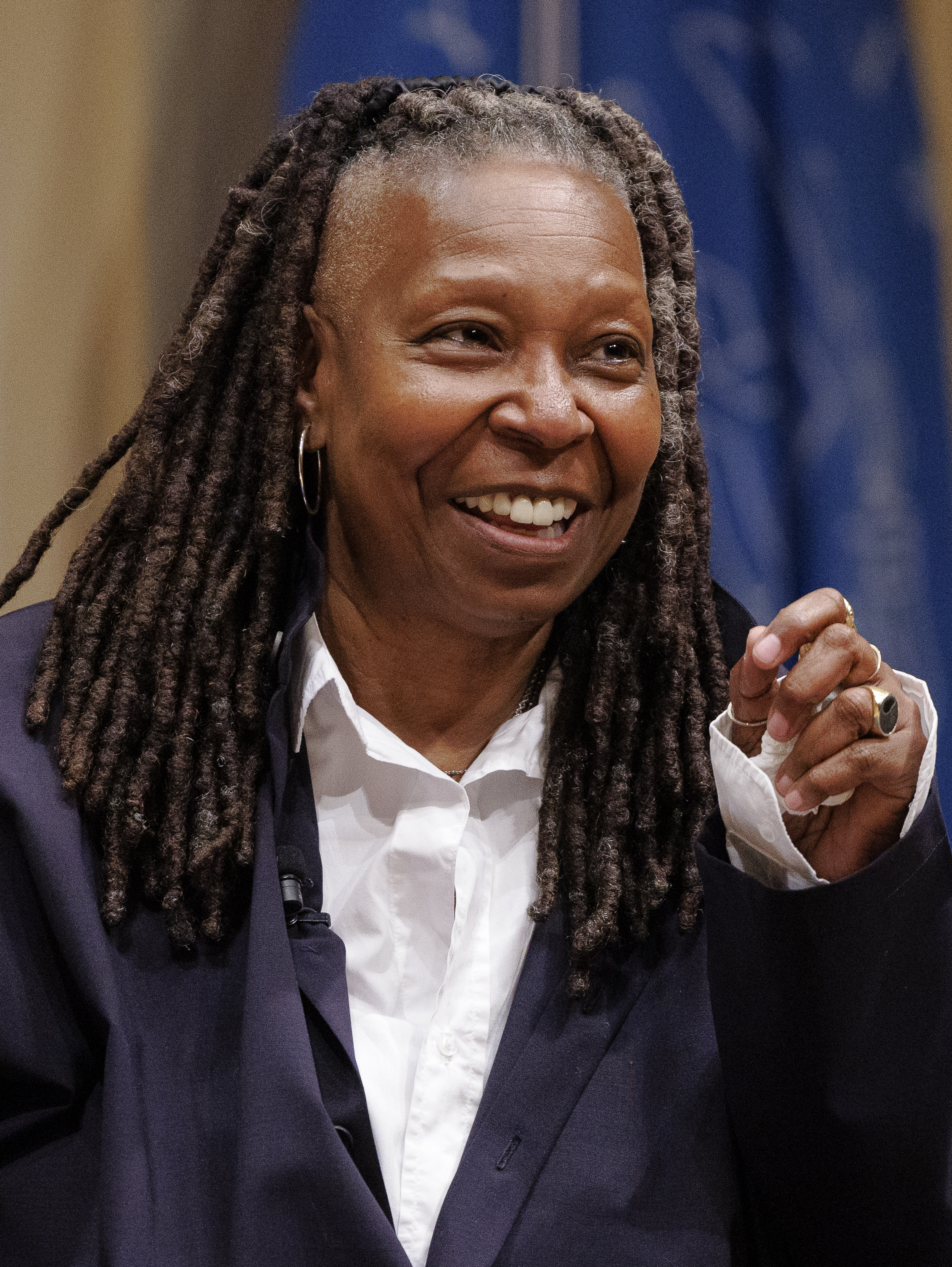
Whoopi Goldberg (2024)

Whoopi Goldberg (* 13. November 1955 in New York City als Caryn Elaine Johnson) ist eine US-amerikanische Schauspielerin, Komödiantin und Sängerin.
Goldberg gewann 1986 einen Grammy in der Kategorie Best Comedy Recording für das Album Whoopi Goldberg Original Broadway Show Record. Für ihre Rolle als Oda Mae Brown in dem US-amerikanischen Spielfilm Ghost – Nachricht von Sam wurde sie 1991 mit dem Oscar und dem Golden Globe als beste Nebendarstellerin ausgezeichnet. 2002 wurde sie mit dem begehrten Theater- und Musicalpreis Tony Award für das Musical Thoroughly Modern Millie sowie mit einem Daytime Emmy Award für den Fernsehfilm Beyond Tara: The Extraordinary Life of Hattie McDaniel ausgezeichnet. Damit gelang ihr als erster afro-amerikanischer Person der seltene Erfolg, je einen Emmy, Grammy, Oscar und Tony zu gewinnen. Außerdem erhielt sie 2002 den Ehren-Grammy in der Kategorie Outstanding Special Class Special.
Ein weiterer Karrierehöhepunkt war ihre Hauptrolle in der Filmkomödie Sister Act – Eine himmlische Karriere, in der sie eine Showsängerin namens Deloris van Cartier verkörpert. Aufgrund des großen Erfolges von Sister Act wurde eine Fortsetzung gedreht: Sister Act 2 – In göttlicher Mission. Seit 2006 gibt es auch das Musical Sister Act, das in Kalifornien uraufgeführt wurde; sie war Co-Produzentin dieses Musicals.

## Leben
Goldberg wurde in Chelsea (Manhattan) als Tochter der Krankenschwester und Lehrerin Emma Johnson (geb. Harris) und des Geistlichen Robert James Johnson, Jr. geboren. Goldbergs nächste Vorfahren kamen aus Nord-Georgia, Palatka (Florida) und Virginia. Ihr Künstlername „Whoopi“ stammt vom englischen Begriff für Furzkissen, „whoopee cushion“. Des Weiteren nahm sie den deutsch-jüdischen Namen „Goldberg“ als Künstlernamen an, weil sie sich laut eigener Angabe jüdisch fühlt und einen Vorfahren mit diesem Namen habe. Der Forscher Henry Louis Gates Jr. stellte jedoch fest, dass alle nachverfolgbaren Vorfahren von Goldberg schwarz waren, dass sie keine bekannte deutsche oder jüdische Abstammung hatte und dass keiner ihrer Vorfahren den Namen Goldberg trug.
Die Motivation, eine Bühnenkarriere zu starten, ging maßgeblich von ihrem Vorbild Nichelle Nichols aus, die die Kommunikationsoffizierin Nyota Uhura in Raumschiff Enterprise spielte. Goldberg stand bereits mit acht Jahren auf der Bühne.
Nach dem Start ihrer Karriere als Stand-up-Komödiantin in der Gegend der San Francisco Bay entwarf Goldberg die One-Woman-Show The Spook Show. Diese Show brachte ihr die Aufmerksamkeit von Mike Nichols ein, der die Show am Broadway herausbrachte. Von 1979 bis 1981 lebte Goldberg in der Deutschen Demokratischen Republik, wo sie an mehreren Theaterproduktionen beteiligt war. Während eines Interviews erzählte sie, wie sie für einige Schauspielkollegen in der DDR nicht erhältliche Dinge des täglichen Bedarfs ins Land schmuggelte. Danach stand sie vom 24. Oktober 1984 bis zum 10. März 1985 in 156 ausverkauften Vorstellungen in der Einpersonenshow Whoopi Goldberg auf der Bühne. Die Show brachte ihr den ersten Tony Award und den Theatre World Award ein.
Die Filmkarriere von Goldberg begann (abgesehen von einem avantgardistischen Low-Budget-Film drei Jahre zuvor) mit ihrer Rolle als Celie in dem von Steven Spielberg gedrehten Film Die Farbe Lila, der auf dem gleichnamigen Roman von Alice Walker beruht. Für diese Rolle wurde sie 1986 für den Oscar als beste Hauptdarstellerin nominiert. Es folgte erneut eine stets ausverkaufte und hochgelobte One-Woman-Show am Broadway.
In den 1980er-Jahren spielte sie vor allem starke Frauen in komödiantischen Filmen wie Die diebische Elster, Fatal Beauty oder Jumpin’ Jack Flash, aber teilweise auch in familienorientierten Filmen wie Claras Geheimnis.
Sie belebte ihre Karriere wieder durch eine Rolle in dem Film Ghost – Nachricht von Sam als schwindlerische Hellseherin, die Kontakt mit einem Verstorbenen aufnimmt. Für diese Rolle wurde sie 1990 mit dem Oscar in der Kategorie Beste Nebendarstellerin ausgezeichnet. Sie festigte ihren Ruf als Schauspielerin, als sie 1992 im Film Sister Act – Eine himmlische Karriere eine Clubsängerin spielte, die in einem Kloster untertaucht und dort den Chor wiederbelebt. Vielen ist sie zudem durch ihre regelmäßig wiederkehrende Gastrolle als Guinan in Raumschiff Enterprise: Das nächste Jahrhundert bekannt, die sie in 28 Episoden und zwei Kinofilmen verkörperte.

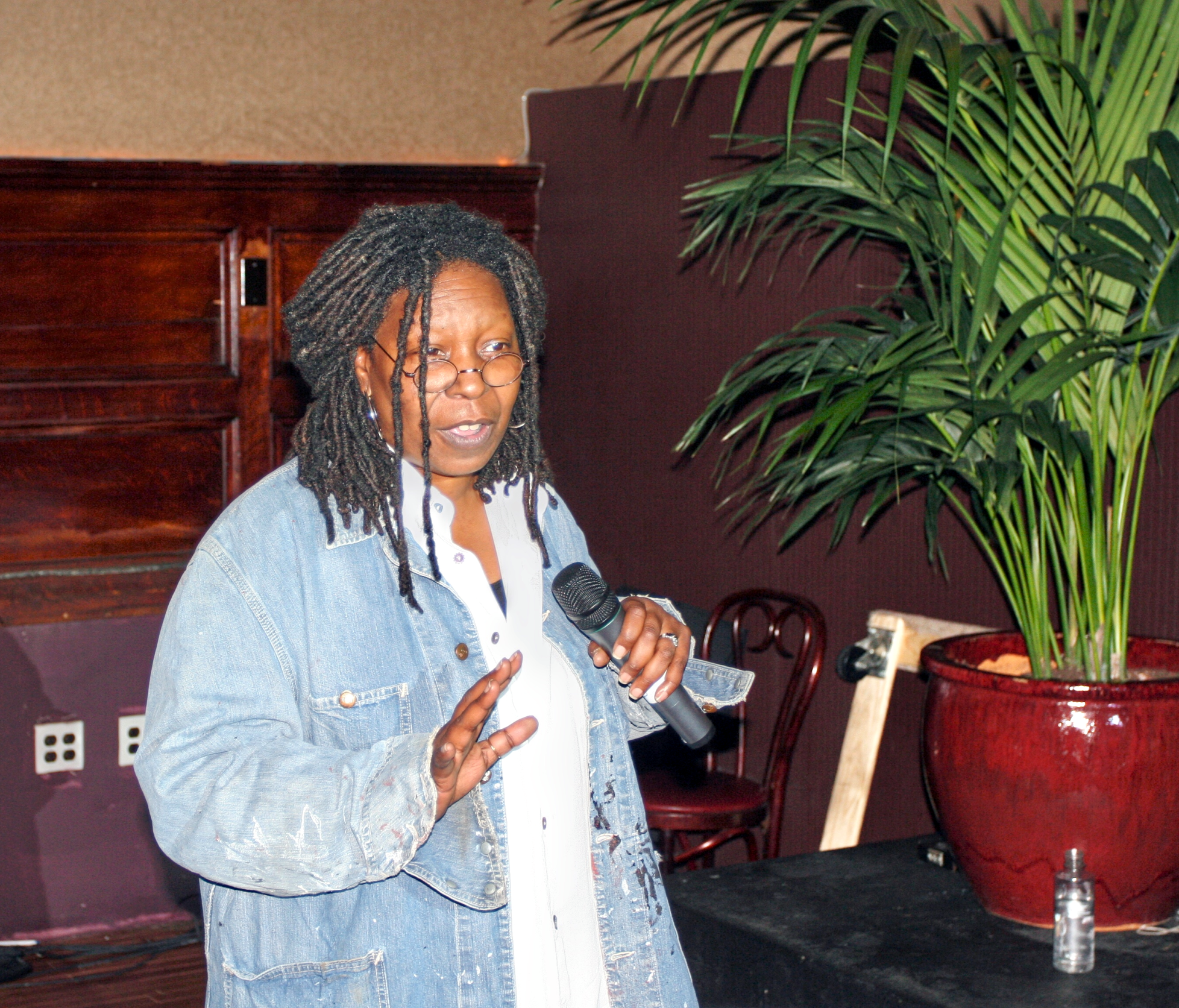
Goldberg in New York City (2006)

Goldberg spielte im Lauf ihrer Karriere in fast 200 Film- und Fernsehproduktionen mit. Sie wurde zweimal für den Oscar nominiert und bekam einen verliehen. Sie erhielt fünf Daytime-Emmy-Nominierungen, davon gewann sie einen. Fünfmal wurde sie für den Emmy nominiert. Für den Golden Globe wurde sie dreimal nominiert und gewann zwei davon. Dreimal bekam sie den People’s Choice Award. Sie wurde fünfmal für den American-Comedy-Preis nominiert, wovon sie zwei gewann. Im Jahr 2001 gewann sie den Mark-Twain-Preis für US-amerikanischen Humor. In den Jahren 1994, 1996, 1999 und 2002 moderierte Goldberg die Oscar-Verleihung.
Ihre eigene Sitcom mit dem Titel Whoopi wurde im April 2004 nach nur einer Staffel aufgrund von zu schlechten Quoten eingestellt. Im September 2007 übernahm Goldberg dann Rosie O’Donnells Platz in der US-Panel-Show The View.
Goldberg fungierte in dem von ihr koproduzierten Musical Sister Act am Londoner West End vom 10. bis zum 31. August 2010 als zweite Hauptrolle der Mother Superior. Alle Vorführungen, in denen Goldberg auftreten sollte, waren restlos ausverkauft. Goldberg brach ihre Auftritte jedoch vorzeitig ab und reiste wegen einer Krankheit ihrer Mutter umgehend am 27. August zurück in die USA.

## Sonstiges

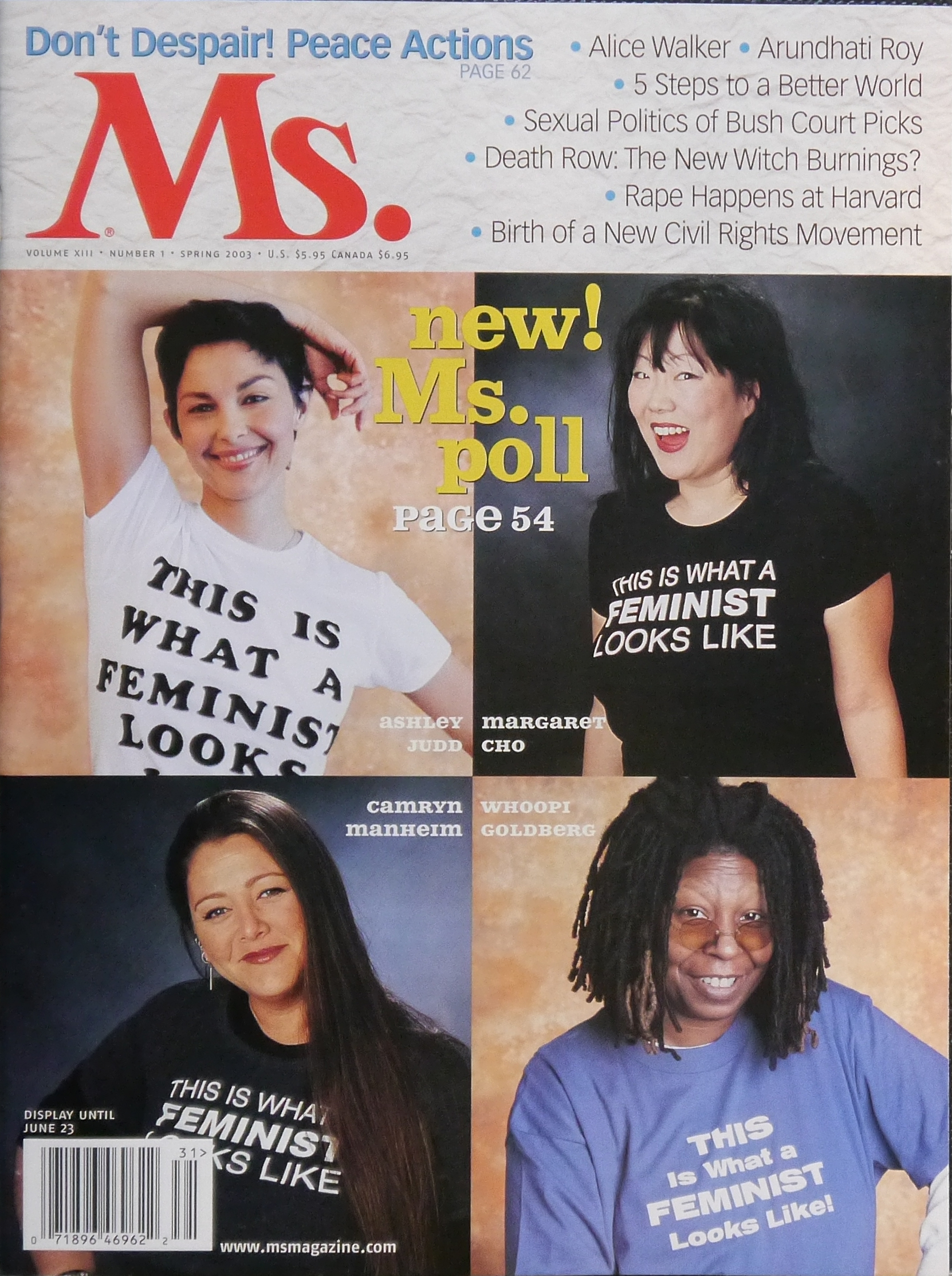
Whoopi Goldberg (unten rechts) auf dem Titelblatt des Ms. Magazine im Frühjahr 2003 im Rahmen der Kampagne „This is what a feminist looks like“

Als im März 1988 der Schauspieler und Sänger Harris Glenn Milstead (Divine) verstarb, schickte Goldberg an dessen Grab einen Kranz, der die Bemerkung „See what happens when you get good reviews“ (Sehen Sie, was passiert, wenn Sie gute Kritiken bekommen) trug.
Im Jahr 1999 bekam Goldberg den Vanguard Award der Gay and Lesbian Alliance Against Defamation für ihre engagierte Unterstützung der Homosexuellen-Gemeinschaft.
Am 17. September 2003 wurde sie zur Botschafterin des guten Willens von UNICEF ernannt.
In allen Filmen – außer Ghost – Nachricht von Sam und einigen Gastauftritten in Raumschiff Enterprise – Das nächste Jahrhundert – leiht ihr die deutsche Schauspielerin Regina Lemnitz ihre Synchronstimme.
Goldberg setzt sich seit Jahren für die Legalisierung von Cannabis ein und vertreibt seit April 2016 medizinische Cannabisprodukte gegen Menstruationsbeschwerden. Goldberg sagt, dass sie von „einem Leben in schwierigen Zeiten und der Tatsache, dass Cannabis buchstäblich das Einzige war, was mir Erleichterung brachte“, inspiriert wurde, ins Cannabis-Geschäft einzusteigen.

## All Women’s Sports Network
2024 gründete sie mit All Women’s Sports Network (AWSN) einen Frauen-Sport-Sender, welcher zuerst im Oktober 2024 in Asien und im Mittleren Osten online ging, bevor im November 2024 die USA folgte.

## Privatleben
Whoopi Goldberg war dreimal verheiratet: 1973 bis 1979 mit Alvin Martin, 1986 bis 1988 mit dem Kameramann David Claessen und 1994 bis 1995 mit Schauspielkollege Lyle Trachtenberg. Mit ihrem ersten Ehemann hat sie eine gemeinsame Tochter namens Alexandrea Martin (* 9. Mai 1973), die ebenfalls Schauspielerin ist und auch in Sister Act 2 neben ihrer Mutter auftrat. Zudem war sie in einer Beziehung mit den Schauspielern Frank Langella und Ted Danson.
Whoopi Goldberg gab bekannt, dass sie nicht vorhabe, erneut zu heiraten. Sie ist dreifache Großmutter und war nach eigener Aussage einige Jahre lang drogenabhängig. Whoopi Goldberg hat eine Lese- und Rechtschreibschwäche. Zudem leidet sie unter Aviophobie seit sie 1978 Augenzeugin des Absturzes von Pacific-Southwest-Airlines-Flug 182 in San Diego war. Sie lebt derzeit in New Jersey.

## Öffentliche Kritik
Im Januar 2022 war Goldberg Gast in der ABC-Talkshow The View. Die Sendung führte zu einer zweiwöchigen Suspendierung Goldbergs durch den Sender. An einer US-Schule war das Buch Maus verboten worden. Goldberg kritisierte, dass die Schulleitung sich mehr an Nacktheit und Schimpfwörtern als am Völkermord gestört hätte. Weiter meinte sie zum Holocaust:

“Well, this is White people doing it to White people, so y’all gonna fight amongst yourselves […]”

„Na, da tun weiße Leute etwas weißen Leuten an, also bekämpft ihr euch untereinander […]“

Bei der Frage, wie in den Schulen mit Geschichte, Rasse und Rassismus umgegangen werden solle, sagte Goldberg:

“If you’re going to do this, then let’s be truthful about it because the Holocaust isn’t about race. […] It’s about man’s inhumanity to man.”

„Wenn man das macht, dann soll man auch wahrhaftig sein, denn der Holocaust dreht sich nicht um Rasse. […] Es geht um die Unmenschlichkeit von Menschen gegen Menschen.“

Trotz Einwänden ihrer Gastgeber bestand sie auf ihren Aussagen. Sie wiederholte ähnliches am selben Tag in der Late Show with Stephen Colbert. Der Gastgeber fragte sie, ob sie nun verstanden habe, dass die Nazis von einer Rasse ausgegangen waren. Goldberg antwortete:

„The Nazis lied. It wasn’t. They had issues with ethnicity, not with race, because most of the Nazis were white people and most of the people they were attacking were white people. So to me, I’m thinking, ‘How can you say it’s about race if you are fighting each other?’“

„Die Nazis haben gelogen. Das war es nicht. Für sie war die Ethnizität das Problem, nicht die Rasse, denn die meisten Nazis waren weiße Leute, und die meisten, die sie angegriffen haben, waren weiße Leute. Ich denke mir also für meinen Teil: ‚Wie kann man sagen, dass es um Rasse geht, wenn ihr doch einander bekämpft?‘“

Sie wurde von Vertretern des Judentums und Holocaust-Experten für ihre ungenauen und verletzenden Aussagen kritisiert. Noch am selben Abend veröffentlichte sie eine Entschuldigung für ihre Aussagen in The View:

“On today’s show, I said the Holocaust ‘is not about race, but about man’s inhumanity to man.’ I should have said it is about both. As Jonathan Greenblatt from the Anti-Defamation League shared, ‘The Holocaust was about the Nazi’s systematic annihilation of the Jewish people — who they deemed to be an inferior race.’ I stand corrected […]”

„Heute in der Show habe ich gesagt, dass der Holocaust ‚nicht von der Rasse handele, sondern von der Unmenschlichkeit Menschen gegenüber.‘ Ich hätte sagen sollen, dass es um beides geht. Wie Jonathan Greenblatt von der Anti-Defamation League das mitgeteilt hat: ‚Der Holocaust handelt von der systematischen Auslöschung des jüdischen Volkes durch die Nazis – welches sie als unterlegene Rasse angesehen haben.‘ Ich bin berichtigt worden.“

In einem Gespräch mit der Sunday Times im Dezember 2022 wurde sie vom Reporter mit der Entgegnung konfrontiert, dass die Nazis Juden als Rasse angesehen hätten. Goldberg antwortete:

“Yes, but that’s the killer, isn’t it? […] The oppressor is telling you what you are. Why are you believing them? They’re Nazis. Why believe what they’re saying?”

„Ja, aber das sind ja die Mörder, nicht wahr? […] Der Unterdrücker sagt dir, was du bist. Warum glaubt ihr denen? Das sind Nazis. Warum soll man glauben, was die sagen?“

Auf den Hinweis des Reporters, dass die Nationalsozialisten die Köpfe und Nasen von Juden vermessen hätten, um angeblich zu beweisen, dass es sich um eine getrennte Rasse handele, antwortete Goldberg, dass man dies auch mit Schwarzen gemacht habe. Tatsache sei aber, dass man auf der Straße einen Juden nicht habe erkennen können, dass man aber sie (Goldberg) finden könne.
Am darauffolgenden Tag entschuldigte sie sich für ihre Äußerungen im Interview. Sie habe niemanden verletzen wollen und lerne dazu. Der Holocaust habe sich um Rasse gedreht.
Kenan Malik kommentierte im Guardian, dass Goldberg aus Unwissenheit, nicht aus Rassismus gesprochen habe. Das Tragische an Goldberg sei, dass auch gebildete Leute, die die Tragweite der Tragödie des Holocaustes anerkennen, ihn so missverstehen können. Heute werde Rassismus vor allem durch die Lupe von whiteness und white privilege verstanden, mit den Weißen als Ausübenden und Nichtweißen als Erleidenden. Juden würden heute als weiß und privilegiert angesehen, so dass sie keine Opfer von Rassismus werden könnten. Das habe dazu geführt, dass manche Linke blind gegenüber Antisemitismus geworden seien. Die historische Verwendung von Rassen-Kategorien sei aber niemals so einfach gewesen, dass es nur um Schwarz und Weiß gegangen sei.

## Filmografie (Auswahl)
- 1982: Citizen: I’m Not Losing My Mind, I’m Giving It Away
- 1985: Die Farbe Lila (The Color Purple)
- 1986: Jumpin’ Jack Flash
- 1986–1987: Das Model und der Schnüffler (Moonlighting, Fernsehserie, 2 Folgen)
- 1987: Die diebische Elster (Burglar)
- 1987: Fatal Beauty
- 1988: Telefon Terror (The Telephone)
- 1988: Claras Geheimnis (Clara’s Heart)
- 1988–1993: Raumschiff Enterprise – Das nächste Jahrhundert (Star Trek: The Next Generation, Fernsehserie, 28 Folgen)
- 1989: Homer und Eddie (Homer and Eddie)
- 1989: Beverly Hills Brats
- 1989: Kiss Shot: Sarahs großes Spiel (Kiss Shot, Fernsehfilm)
- 1990: Ghost – Nachricht von Sam (Ghost)
- 1990: Der lange Weg (The Long Walk Home)
- 1990: Bagdad Cafe (Fernsehserie, 15 Folgen)
- 1990–1992: Captain Planet (Captain Planet and the Planeteers, Fernsehserie, 60 Folgen, Stimme)
- 1991: House Party 2
- 1991: Lieblingsfeinde – Eine Seifenoper (Soapdish)
- 1991: Geschichten aus der Gruft (Tales from the Crypt, Fernsehserie, Folge 3x06)
- 1991: Wisecracks
- 1992: Sister Act – Eine himmlische Karriere (Sister Act)
- 1992: The Player
- 1992: Sarafina!
- 1993: Loaded Weapon 1 (National Lampoon’s Loaded Weapon 1)
- 1993: Sister Act 2 – In göttlicher Mission (Sister Act 2: Back in the Habit)
- 1993: Made in America
- 1994: Der König der Löwen (The Lion King, Stimme)
- 1994: Star Trek: Treffen der Generationen (Star Trek Generations)
- 1994: Corrina, Corrina
- 1994: Der Pagemaster – Richies fantastische Reise (The Pagemaster, Stimme)
- 1994: Die kleinen Superstrolche (The little Rascals)
- 1995: Kaffee, Milch und Zucker (Boys On The Side)
- 1995: Moonlight and Valentino (Moonlight & Valentino)
- 1995: T-Rex (Theodore Rex)
- 1995: Sonny Boys (The Sunshine Boys, Fernsehfilm)
- 1996: Eddie
- 1996: Bordello of Blood
- 1996: Wer ist Mr. Cutty? (The Associate)
- 1996: Bogus
- 1996: Das Attentat (Ghosts of Mississippi)
- 1997: In der Abenddämmerung (In the Gloaming, Fernsehfilm)
- 1997: Cinderella (Rodger & Hammerstein’s Cinderella, Fernsehfilm)
- 1997: Destination Anywhere
- 1997: Die Weihnachtsgeschichte (A Christmas Carol, Stimme)
- 1997: Fahr zur Hölle Hollywood (An Alan Smithee Film: Burn Hollywood Burn)
- 1998: Ein Ritter in Camelot (A Knight in Camelot)
- 1998: Rugrats – Der Film (Rugrats – The Movie, Stimme)
- 1998: Die Nanny (The Nanny, Fernsehserie, Folge 5x20)
- 1998: Stellas Groove – Männer sind die halbe Miete (How Stella Got Her Groove Back)
- 1999: Alice im Wunderland (Alice in Wonderland, Fernsehfilm)
- 1999: Durchgeknallt (Girl, Interrupted)
- 1999: Get Bruce
- 1999: Kampf der Kobolde – Die Legende einer verbotenen Liebe (The Magical Legend of the Leprechauns, Fernsehfilm)
- 1999: Tief wie der Ozean (The Deep End of the Ocean)
- 2000: More Dogs than Bones – Blutige Millionenjagd (More Dogs Than Bones)
- 2000: Die Abenteuer von Rocky & Bullwinkle (The Adventures of Rocky and Bullwinkle)
- 2000: Strong Medicine: Zwei Ärztinnen wie Feuer und Eis (Strong Medicine, Fernsehserie, 4 Folgen)
- 2001: Rat Race – Der nackte Wahnsinn (Rat Race)
- 2001: Golden Dreams (Kurzfilm)
- 2001: Kingdom Come – Die lieben Verstorbenen (Kingdom Come)
- 2001: Monkeybone
- 2001: Nenn’ mich einfach Nikolaus (Call me Claus, Fernsehfilm)
- 2002: Star Trek: Nemesis (Star Trek Nemesis)
- 2002: Das größte Muppet Weihnachtsspektakel aller Zeiten (It’s A Very Merry Muppet Christmas Movie, Fernsehfilm)
- 2003: Pauly Shore is Dead
- 2003–2004: Whoopi (Fernsehserie, 19 Folgen)
- 2004: Der König der Löwen 3 – Hakuna Matata (The Lion King 1 1⁄2, Stimme)
- 2004: Pinocchio 3000 (Stimme)
- 2004: Sesame Street Presents: The Street We Live On (Fernsehfilm)
- 2005: Im Rennstall ist das Zebra los (Racing Stripes, Stimme)
- 2005: Whoopi: Back to Broadway – The 20th Anniversary (Fernsehfilm)
- 2006: Die verrückte Reise der Pinguine (Farce of the Penguins, Stimme)
- 2006: Doogal (Stimme)
- 2006: Criminal Intent – Verbrechen im Visier (Law & Order: Criminal Intent, Fernsehserie, Folge 5x20)
- 2006: Homie Spumoni – Mein anderes Ich (Homie Spumoni)
- 2006: Alle hassen Chris (Everybody Hates Chris, Fernsehserie, 2 Folgen)
- 2007: If I Had Known I Was a Genius
- 2008: Die Muppets – Briefe an den Weihnachtsmann (A Muppet Christmas: Letters to Santa)
- 2008: Snow Buddies – Abenteuer in Alaska (Snow Buddies, Stimme)
- 2008: Entourage (Fernsehserie, Folge 5x04)
- 2009: Stream (auch Produzentin)
- 2009: The Cleaner (Fernsehserie, 3 Folgen)
- 2010: See you in September
- 2010: Toy Story 3 (Stimme von Stretch)
- 2010: For Colored Girls – Die Tränen des Regenbogens (For Colored Girls)
- 2011: Kein Mittel gegen Liebe (A Little Bit of Heaven)
- 2011: Die Muppets (The Muppets)
- 2011: The Middle (Fernsehserie, Folge 3x21)
- 2012: Suburgatory (Fernsehserie, Folge 1x22, Stimme von Yakult)
- 2012, 2014: Glee (Fernsehserie, 6 Folgen)
- 2013–2014: Once Upon a Time in Wonderland (Fernsehserie, 2 Folgen)
- 2014: Teenage Mutant Ninja Turtles
- 2014–2015: Die 7Z (The 7D, Fernsehserie, 5 Folgen, Stimme)
- 2014: Top Five
- 2015: Law & Order: Special Victims Unit (Fernsehserie, Folge 17x04)
- 2015: Savva – Ein Held rettet die Welt (Animationsfilm, Stimme)
- 2016–2017, 2020: Blue Bloods – Crime Scene New York (Blue Bloods, Fernsehserie, 3 Folgen)
- 2017: Descendants 2 – Die Nachkommen (Descendants 2, Fernsehfilm, Stimme)
- 2017: 9/11
- 2017: When We Rise (Fernsehserie, 3 Folgen)
- 2018: Instinct (Fernsehserie, 6 Folgen)
- 2018: BoJack Horseman (Fernsehserie, Folge 5x01, Stimme)
- 2018: Nobody’s Fool
- 2020–2021: The Stand – Das letzte Gefecht (The Stand, Fernsehserie, 9 Folgen)
- 2021: Rita Moreno: Just a Girl Who Decided to Go for It (Dokumentarfilm)
- 2021: JFK Revisited: Through the Looking Glass (Dokumentarfilm, Stimme)
- 2021–2023: Godfather of Harlem (Fernsehserie, 3 Folgen)
- 2022: Star Trek: Picard (Fernsehserie)
- 2022: Luck (Stimme)
- 2022: Till – Kampf um die Wahrheit (Till)
- 2023: Die Farbe Lila (The Color Purple)
- 2023: Die Conners (The Conners, Fernsehserie, 1 Folge)
- 2023: Ezra – Eine Familiengeschichte (Ezra)

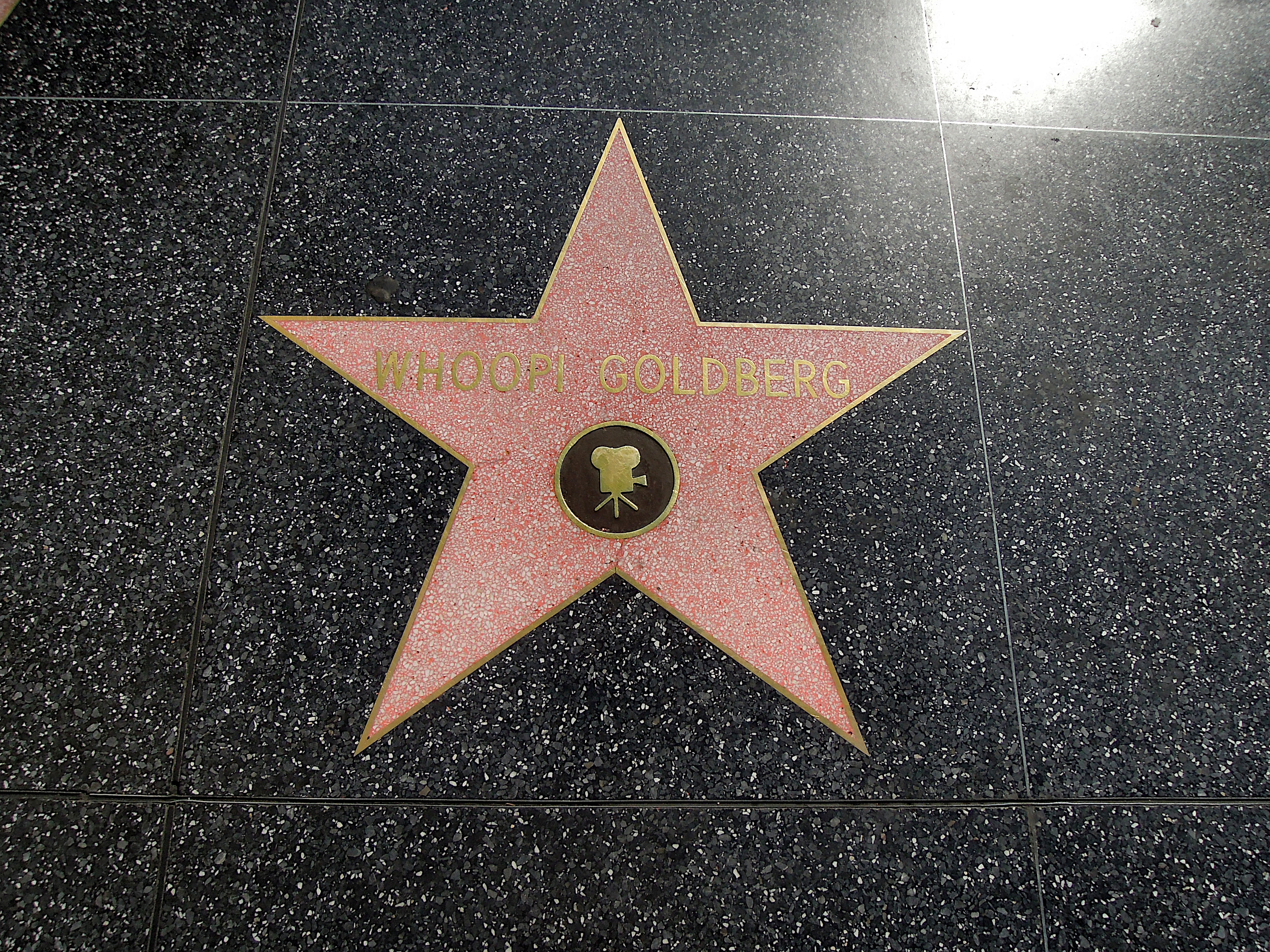
Whoopi Goldbergs Stern auf dem Hollywood Walk of Fame.

## Auszeichnungen (Auswahl)
- 1985: Drama Desk Award in der Kategorie Outstanding One Person Show als Autorin der Show Whoopi Goldberg
- 1985: Grammy Award in der Kategorie Best Comedy Recording für Whoopi Goldberg: Direct from Broadway
- 1985: Theatre World Award für die Show Whoopi Goldberg
- 1986: Nominierung für den Oscar in der Kategorie Beste Hauptdarstellerin für Die Farbe Lila
- 1989: Nominierung für die Goldene Himbeere in der Kategorie Schlechteste Schauspielerin für Telefon Terror
- 1991: Oscar in der Kategorie Beste Nebendarstellerin für Ghost – Nachricht von Sam
- 1991: Saturn Award in der Kategorie Beste Nebendarstellerin für Ghost – Nachricht von Sam
- 1991: Golden Globe in der Kategorie Beste Nebendarstellerin für Ghost – Nachricht von Sam
- 1991: American Comedy Award in der Kategorie Lustigste Darstellerin in einem Spielfilm für Ghost – Nachricht von Sam
- 1991: BAFTA Award in der Kategorie Beste Nebendarstellerin für Ghost – Nachricht von Sam
- 1993: American Comedy Award in der Kategorie Lustigste Darstellerin in einem Spielfilm für Sister Act
- 1997: Nominierung für die Goldene Himbeere in der Kategorie Schlechteste Schauspielerin für Bogus, Eddie und T-Rex
- 1999: NAACP Image Award in der Kategorie Beste Nebendarstellerin für Stella’s Groove – Männer sind die halbe Miete
- 1999: Vanguard Award der Gay and Lesbian Alliance Against Defamation
- 2001: Mark-Twain-Preis für US-amerikanischen Humor
- 2001: Stern auf dem Hollywood Walk of Fame.
- 2002: Drama Desk Award in der Kategorie Outstanding New Musical als Produzentin des Musicals Thoroughly Modern Millie
- 2002: Tony Award für das Musical Thoroughly Modern Millie
- 2002: Daytime Emmy Award in der Kategorie Outstanding Special Class Special für Beyond Tara: The Extraordinary Life of Hattie McDaniel
- 2006: World Entertainment Award bei den Women’s World Awards
- 2023: Goldene Schallplatte in den Vereinigten Staaten für das Lied Be Prepared[26]